# Central (Tennessee)
Central és una concentració de població designada pel cens dels Estats Units a l'estat de Tennessee. Segons el cens del 2000 tenia 2.717 habitants.

## Demografia
Segons el cens del 2000, Central tenia 2.717 habitants, 1.147 habitatges, i 791 famílies. La densitat de població era de 244,5 habitants/km².
Dels 1.147 habitatges en un 28,1% hi vivien nens de menys de 18 anys, en un 56,8% hi vivien parelles casades, en un 9,2% dones solteres, i en un 31% no eren unitats familiars. En el 27% dels habitatges hi vivien persones soles l'11,9% de les quals corresponia a persones de 65 anys o més que vivien soles. El nombre mitjà de persones vivint en cada habitatge era de 2,37 i el nombre mitjà de persones que vivien en cada família era de 2,86.
Per edats la població es repartia de la següent manera: un 21,8% tenia menys de 18 anys, un 8,4% entre 18 i 24, un 30% entre 25 i 44, un 25,3% de 45 a 60 i un 14,5% 65 anys o més.
L'edat mediana era de 39 anys. Per cada 100 dones de 18 o més anys hi havia 93,3 homes.
La renda mediana per habitatge era de 28.598 $ i la renda mediana per família de 37.330 $. Els homes tenien una renda mediana de 27.500 $ mentre que les dones 18.908 $. La renda per capita de la població era de 16.893 $. Entorn del 9,8% de les famílies i el 13,8% de la població estaven per davall del llindar de pobresa.

## Poblacions més properes
El següent diagrama mostra les poblacions més properes.